# Borys II
Borys II (bułg.: Борис II, Boris II) – car bułgarski, panujący w latach 970–971. Pierwszy (i zarazem najstarszy żyjący) syn cara Piotra I.

## Zakładnik

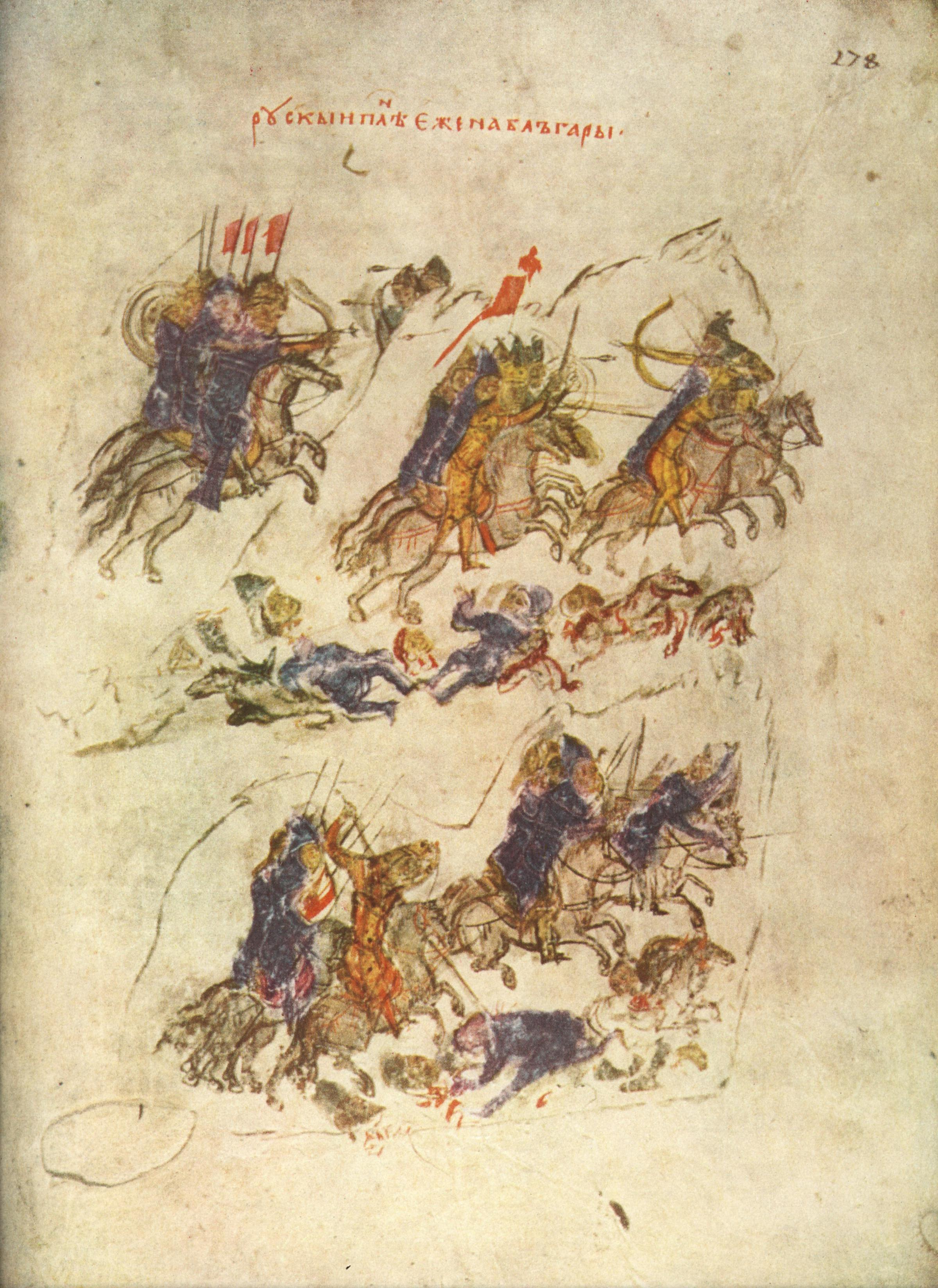
Książę Światosław w Bułgarii

Po intronizacji nowego cesarza bizantyńskiego Nicefora Fokasa Piotr I odnowił w roku 963 pokój z cesarstwem. Władca bułgarski był zmuszony wysłać do Konstantynopola swych synów Borysa i Romana jako zakładników. Zobowiązał się też do odpierania najazdów madziarskich na ziemie bizantyńskie. Nie mogąc wypełnić tego zobowiązania, chcąc uchronić swe państwo od kolejnego najazdu Madziarów zawarł z nimi w 965 roku porozumienie, że nie będzie stwarzał im przeszkód w czasie przemarszu przez Bułgarię ku prowincjom bizantyńskim. Jednocześnie wysłał do Konstantynopola, do odnoszącego świetne tryumfy na wschodzie cesarza Nicefora Fokasa, poselstwo z żądaniem zapłaty trybutu płaconego przez jego poprzedników. Rozgniewany Nicefor kazał wychłostać posłów po czym odesłał ich z pogróżkami do Bułgarii. Nie zdecydował się jednak na wojnę z Bułgarią ograniczając się do zniszczenia kilku nadgranicznych fortec. Zajęty na wschodzie, dla usunięcia groźby wojny z Bułgarią, nakłonił do najazdu na Bułgarię księcia kijowskiego Światosława. W 968 roku książę ruski na czele 60-tysięcznej armii przeprawił się przez Dniepr i dotarł idąc wzdłuż Morza Czarnego do delty Dynaju. W Dobrudży zastąpiła mu drogę 30-tysięczna armia bułgarska. Została jednak rozgromiona zaraz w pierwszej bitwie. Wojska ruskie zdobyły około 80 twierdz bułgarskich, umacniając się na północnym wschodzie państwa. Światosław obrał sobie za siedzibę Presławiec. Car Piotr na wieść o pierwszej porażce Bułgarów został porażony atakiem paralitycznym. Zmarł 30 stycznia 969 roku.

## Władca

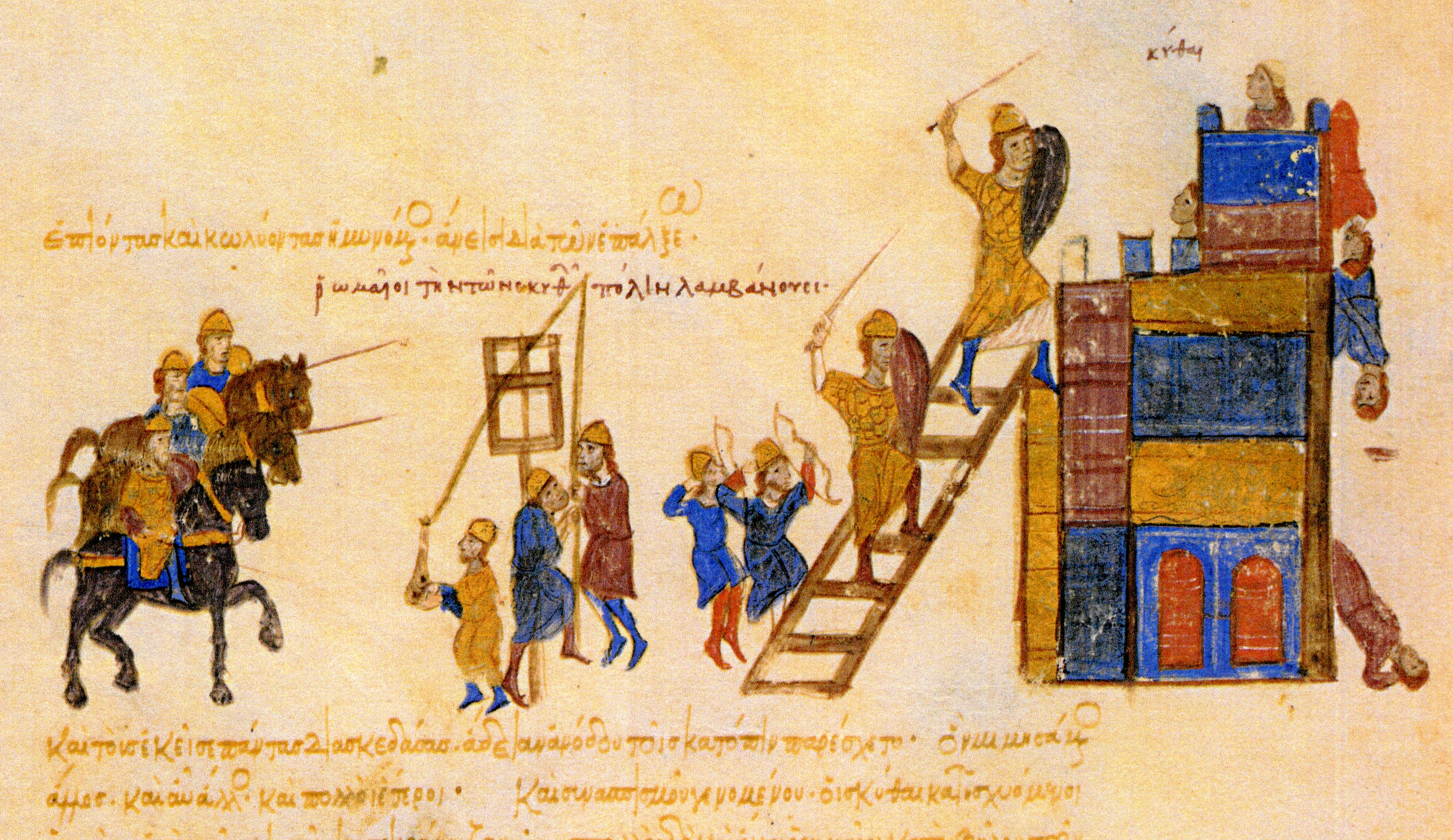
Zdobycie Presławia przez Jana Tzimiskesa

Choroba, a potem śmierć cara ułatwiła Światosławowi podbój Bułgarii. Opanowawszy Presław nosił się nawet z zamiarem przeniesienia tam stolicy swego państwa. Nicefor poniewczasie spostrzegł swój błąd. Dla wzmocnienia oporu Bułgarów wysłał do Bułgarii dwóch synów Piotra I przebywających w Konstantynopolu jako zakładnicy Borysa i jego brata Romana. Borys II objąwszy tron po ojcu nie potrafił sprostać Światosławowi. Ostatecznie po nowych klęskach armii bułgarskiej zawarł porozumienie ze Światosławem, w którym uznawał księcia Rusi za zwierzchniego władcę całej Bułgarii i wodza jej wojsk. Borysowi nie podporządkowali się czterej bracia Komitpulowie, którzy oderwali od Bułgarii ziemie położone w Macedonii.
Tymczasem w wyniku przewrotu pałacowego 11 grudnia 969 został zamordowany cesarz Nicefor Fokas, a na tron wstąpił Jan I Tzimiskes. Ponieważ rokowania ze Światosławem nie przyniosły rezultatu cesarz po szybkim marszu, gwałtownym atakiem zajął Presław. W Bułgarii wystąpił jako protektor młodego cara Borysa II, czym zjednał sobie poparcie bojarów bułgarskich, mających nadzieję na odbudowę państwa bułgarskiego pod opieką bizantyńską. Po zdobyciu Presławia Jan Tzimiskes ścigał armię ruską aż do Drystry, po czym obległ zamkniętego w twierdzy Światosława, a flota grecka zaopatrzona w ogień grecki odcięła księciu drogę odwrotu przez Dunaj. Po trzymiesięcznym oblężeniu Światosław skapitulował. Pod koniec czerwca 971 roku opuścił Bułgarię zobowiązawszy się nigdy więcej nie najeżdżać ziem cesarstwa.
Wbrew nadziejom Jan Tzimiskes nie wskrzesił państwa bułgarskiego. Grody bułgarskie obsadził greckimi garnizonami podlegającymi strategowi bizantyńskiemu rezydującemu w stolicy nowo utworzonego temu ze stolicą w Drystrze (bizantyńskim Dorostolonie) przemianowanej na cześć męczennika Teodora Stratilata na Teodoropolis. Presław na cześć zwycięskiego cesarza otrzymał nazwę Joannopolis. Borys II i jego brat uczestniczyli w tryumfie zwycięskiego cesarza w Konstantynopolu i pozostali w stolicy cesarstwa jako jeńcy.
W 976 r. Borys wraz z bratem Romanem uciekł z niewoli, jednak zgodnie z przekazami historycznymi, został przez pomyłkę zabity przez bułgarską straż graniczną.

## Związki rodzinne
|  |                 |                  |                                     |                                                |                                                |                                                  |                                                  |                                              |          |       |       |  |
|  | 1 nieznana żona | 1 nieznana żona  | 1 nieznana żona                     | Symeon I (ur. 866, zm. 927, panował 893–927)   | Symeon I (ur. 866, zm. 927, panował 893–927)   | 2 córka Georgi Sursuwuła                         | 2 córka Georgi Sursuwuła                         | 2 córka Georgi Sursuwuła                     |          |       |       |  |
|  |                 |                  |                                     |                                                |                                                |                                                  |                                                  |                                              |          |       |       |  |
|  |                 |                  | 1                                   | 1                                              | 2                                              | 2                                                | 2                                                | 2                                            | 2        | 2     | ?     |  |
|  |                 | Michał (zm. 931) | Michał (zm. 931)                    |                                                |                                                | Iwan                                             | Iwan                                             | Beniamin                                     | Beniamin | córki | córki |  |
|  |                 |                  |                                     |                                                |                                                |                                                  |                                                  |                                              |          |       |       |  |
|  |                 |                  |                                     | Piotr I (ur. po 912, zm. 969, panował 927–969) | Piotr I (ur. po 912, zm. 969, panował 927–969) | Maria Lekapena (wnuczka cesarza Romana Lekapena) | Maria Lekapena (wnuczka cesarza Romana Lekapena) |                                              |          |       |       |  |
|  |                 |                  |                                     |                                                |                                                |                                                  |                                                  |                                              |          |       |       |  |
|  |                 |                  |                                     |                                                |                                                |                                                  |                                                  |                                              |          |       |       |  |
|  |                 |                  |                                     |                                                |                                                |                                                  |                                                  |                                              |          |       |       |  |
|  |                 |                  | Borys II (zm. 976, panował 969–971) | Borys II (zm. 976, panował 969–971)            |                                                |                                                  | Roman (Symeon II) (zm. 997, panował 986–991)     | Roman (Symeon II) (zm. 997, panował 986–991) |          |       |       |  |